# Puccinia callianthemi
Puccinia callianthemi ist eine Ständerpilzart aus der Ordnung der Rostpilze (Pucciniales). Der Pilz ist ein Endoparasit der Korianderblättrigen Schmuckblume. Symptome des Befalls durch die Art sind gelbe Rostflecken und Pusteln auf den Blattoberflächen der Wirtspflanzen. Das Verbreitungsgebiet liegt im westlichen Alpenraum.

## Merkmale
Puccinia callianthemi ist mit bloßem Auge nur anhand der auf der Oberfläche des Wirtes hervortretenden Sporenlager zu erkennen. Sie wachsen in Nestern, die als gelbliche bis braune oder schwärzliche Flecken und Pusteln auf den Blattoberflächen erscheinen.
Das Myzel von Puccinia callianthemi wächst wie bei allen Puccinia-Arten interzellulär und bildet Saugfäden, die in das Speichergewebe des Wirtes wachsen. Die Telien der Art sind klein, rundlich und zu größeren Gruppen verbunden, die im Durchmesser etwa 3–4 cm messen. Sie sind graubraun gefärbt. Die Teleutosporen sind variabel, meist keulenartig geformt, zweizellig und 45–56 × 13–18 µm groß. Sie sind farblos bis bräunlich, ihre Stiele sind sehr kurz. Pycnien, Uredien und Aecien werden nicht ausgebildet.

## Verbreitung

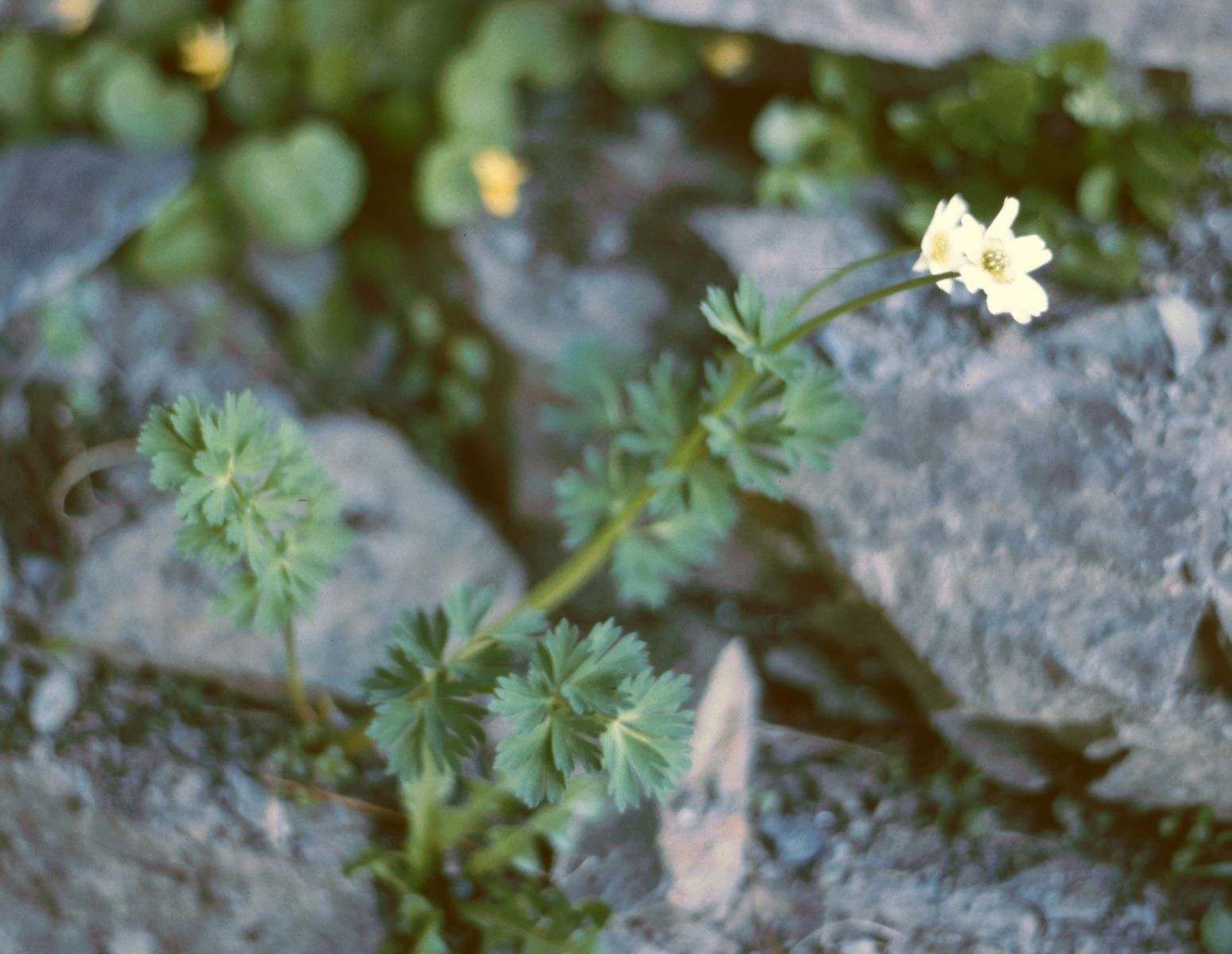
Einzig bekannter Wirt der Art ist die Korianderblättrige Schmuckblume

Puccinia callianthemi besitzt ein Verbreitungsgebiet, das sich über die Walliser Alpen erstreckt.

## Ökologie
Die Wirtspflanze von Puccinia callianthemi ist die Korianderblättrige Schmuckblume (Callianthemum coriandrifolium) aus der Gattung der Schmuckblumen (Callianthemum). Der Pilz ernährt sich von den im Speichergewebe der Pflanzen vorhandenen Nährstoffen, seine Sporenlager brechen später durch die Blattoberfläche und setzen Sporen frei. Die Art verfügt über einen Entwicklungszyklus, der ausschließlich Telien aufweist und ohne Wirtswechsel auskommt.